# Nu farväl, ni vänner kära
Faren väl, i vänner kära är ursprungstiteln för denna psalmtext av Fredrik Engelke. Psalmen består av två åttaradiga verser och sjungs till en melodi av okänt ursprung. 

## Publicerad i
- Nordöstra Smålands Missionsblad nr 2/1871
- Lovsånger och andeliga visor 1877 som nr 90 med den äldre inledningen Faren wäl, I wänner kära.
- Det glada budskapet 1890, nr 30 med titeln "Afskedssång".
- Herde-Rösten 1892 nr 204
- Svenska Missionsförbundets sångbok 1893 enligt Oscar Lövgren med upptakten "O farväl, I vänner kära".
- Sionstoner 1935 nr 795 under rubriken "Avslutning och avsked".
- Sions Sånger 1951 nr 43.
- Kom nr 99 under rubriken "Avslutning och avsked".
- Sions Sånger 1981 som nr 50 under rubriken "Församlingen".
- Lova Herren 1988 som nr 798 under rubriken "Avslutning".
- Sions Sånger och Psalmer som nr 65